# Volker Berghahn
Volker R. Berghahn (15 février 1938 à Berlin) est historien à l'université Columbia. 

## Œuvres
- Europe in the Era of Two World Wars: From Militarism and Genocide to Civil Society, 1900-1950 (2005)
- America and the Intellectual Cold Wars in Europe (2001)
- Der Untergang des alten Europas, 1900-1929 (1999)
- Quest for Economic Empire (1996)
- Imperial Germany (1995)
- The Americanization of West German Industry, 1945–1973 (1986)
- Modern Germany (1982)
- Der Tirpitz-Plan (1971)